# Uitzi
Uitzi est une commune située dans la municipalité de Larraun de la communauté forale de Navarre, dans le Nord de l’Espagne.
Cette commune se situe dans la zone bascophone de la Navarre. Elle est située dans la mérindade de Pampelune, à 38km de Pampelune. En 2021, la population d'Uitzi est de 114 habitants.

## Géographie
La commune de Uitzi est située dans la partie nord de la municipalité de Larraun. Sa superficie est de 15,07 km², et sa densité de population est de 8,1 hab/km². Elle est délimitée au nord avec la municipalité de Leitza ; à l'est avec la municipalité de Beruete dans la municipalité de Basaburua; au sud avec la commune de Lekunberri et la commune d'Echarri et à l'ouest avec la commune de Gorriti.
|                | Nord: Leitza               |              |
| Ouest: Gorriti |                            | Est: Beruete |
|                | Sud: Lekunberri et Echarri |              |

## Population
| 2000 | 2001 | 2002 | 2003 | 2004 | 2005 | 2006 | 2007 | 2008 |
| ---- | ---- | ---- | ---- | ---- | ---- | ---- | ---- | ---- |
| 168  | 156  | 149  | 136  | 140  | 139  | 132  | 130  | 128  |

| 2009 | 2010 | 2011 | 2012 | 2013 | 2014 | 2015 | 2016 | 2017 |
| ---- | ---- | ---- | ---- | ---- | ---- | ---- | ---- | ---- |
| 123  | 122  | 124  | 124  | 122  | 122  | 120  | 118  | 115  |

| 2018 | 2019 | 2020 | 2021 | - | - | - | - | - |
| ---- | ---- | ---- | ---- | - | - | - | - | - |
| 112  | 111  | 112  | 114  | - | - | - | - | - |